# The Walking Dead: A Hardcore Parody
The Walking Dead: A Hardcore Parody ist eine US-amerikanische Porno-Parodie auf die US-amerikanische Serie The Walking Dead.

## Handlung
Nach Monaten in einem Krankenhausbett wacht County Sheriff Rick aus dem Koma auf und realisiert schnell, dass die Welt von Zombies überrannt wurde. Anders als in der Originalserie sind die Zombies aber vor allem hinter dem Sperma der Männer her. Die Zombies werden vernichtet, wenn der Mann in ihren Mund spritzt.
Auf seiner Reise durch das apokalyptische Amerika trifft er auf seine Frau Lori, die mittlerweile allerdings mit seinem besten Freund Shane zusammen ist. Doch das ist kein Problem, Lori lädt sie zu einem Dreier ein.
Die ganze Geschichte kulminiert in einer großen Gruppensex-Orgie am Ende des Films, als das mittlerweile auf fünf Männer und Frauen angewachsene Team die letzten Zombies in einem vermeintlich sicheren Lager „vernichtet“.

## Szenen
- Szene 1: Phoenix Askani, Tommy Pistol
- Szene 2: Brittany Lynn, Jessie Lee, Owen Grey
- Szene 3: Joanna Angel, Tommy Gunn, Tommy Pistol
- Szene 4: Kleio Valentien, Skin Diamond
- Szene 5: Sierra Cure, Wolf Hudson
- Szene 6: Arabelle Raphael, Joanna Angel, Kleio Valentien, Larkin Love, Danny Wylde, Tommy Pistol, Wolf Hudson

## Hintergrund
Der Film wurde vom Pornostudio Burning Angel Entertainment produziert. Regie führten  Joanna Angel und Tommy Pistol, die beide auch im Film mitspielen.

## Nominierungen
Der Film war bei den AVN Awards 2014 in insgesamt acht Kategorien nominiert: Best Screenplay: Parody, Nominee: Best Art Direction, Best Parody: Comedy, Best Girl/Girl Sex Scene, Kleio Valentien, Skin Diamond, Best Director: Parody, Joanna Angel, Tommy Pistol, Best Makeup, Best Group Sex Scene, Arabelle Raphael, Danny Wylde, Joanna Angel, Kleio Valentien, Larkin Love, Tommy Pistol, Wolf Hudson, Best Editing.
Er war auch bei den Inked Awards, 2013 als DVD of the Year nominiert sowie bei den Nightmoves Awards 2014 als Best Parody: Drama.
Außerdem erhielt es drei Nominierungen für den XBIZ Award 2014 in den kategorien Best Art Direction, Parody Release of the Year (Drama) sowie Director of the Year (Parody).